# Arkane Mohamed
Arkane Mohamed, né le 11 octobre 1993 à Marseille, est un footballeur international comorien, possédant également la nationalité française. Il évolue au poste de milieu de terrain au Volcan Club de Moroni.

## Carrière

### En club
À l'été 2014, Arkane Mohamed rejoint l'ASM Belfort en CFA. Il n'y reste qu'une seule saison, et s'engage en CFA 2 avec l'AS Beauvais Oise.
Il évolue la saison suivante au Bergerac Périgord FC puis à l'Olympique d'Alès en Cévennes pour la saison 2017-2018. Après un passage en 
Suisse au FC Develier, il rejoint Mayotte et joue au FC Mtsapéré.
Il rejoint en 2021 le Volcan Club de Moroni.

### En sélection
Il dispute son premier match international le 13 juin 2015, contre le Burkina Faso.